# 1956 no desporto

## Eventos
- 22 de novembro - Abertura dos XVI Jogos Olímpicos em Melbourne.

### Automobilismo
- 22 de janeiro - No GP da Argentina, Buenos Aires, Chico Landi se tornou o primeiro piloto brasileiro na história da Fórmula 1 a terminar uma corrida na zona de pontuação. Ele completou-a em 4º lugar dividindo a Maserati 250F com o italiano Gerino Gerini. Como compartilhou a Maserati com Gerini, Chico Landi marcou 1,5 ponto.[1][2][3]
- 2 de setembro - Juan Manuel Fangio conquista  pela quarta vez o mundial de Fórmula 1.[4]

### Futebol
- 29 de janeiro - Fundação do Esporte Clube Lucas - Rio de Janeiro
- 10 de junho - É inaugurado o Estádio José Alvalade, propriedade do Sporting Clube de Portugal, numa cerimónia presenciada por 60.780 espectadores. Para assinalar o evento, decorreu um jogo de futebol entre o Sporting e o Vasco da Gama do Rio de Janeiro, em que estes venceram por 3-2.
- 13 de junho - O Real Madrid vence o Stade de Reims por 4 a 3 e torna-se campeão da Liga dos Campeões da Europa em sua primeira edição.[5]
- 11 de novembro - Inauguração do Estádio do Canindé.
- 15 de dezembro - O Vasco da Gama vence o Bangu por 2 a 1 e torna-se campeão carioca com uma rodada de antecedência. É o décimo primeiro título do "cruzmaltino".[6]

### Voleibol
- 12 de setembro - Campeonato Mundial de Voleibol em Paris, França:
- Masculino - A Tchecoslováquia é campeã masculina de voleibol pela primeira vez.[7]
- Feminino - A União Soviética é campeã feminina de voleibol pela segunda vez.[7]

## Nascimentos
| Data           | Nome                         | Profissão                         | Nacionalidade                            | Observações | Ref    |
| -------------- | ---------------------------- | --------------------------------- | ---------------------------------------- | ----------- | ------ |
| 20 de janeiro  | John Naber                   | nadador                           | Estados Unidos                           |             |        |
| 20 de janeiro  | Rodolfo Rodríguez            | futebolista                       | Uruguai                                  |             |        |
| 23 de janeiro  | Fernando Clavijo             | futebolista e treinador           | Estados Unidos · Uruguai (nasc.)         | m. 2019     | [ 8 ]  |
| 30 de janeiro  | Keiichi Tsuchiya             | piloto de drift                   | Japão                                    |             |        |
| 25 de janeiro  | Johnny Cecotto               | automobilista                     | Venezuela                                |             |        |
| 5 de fevereiro | Héctor Rebaque               | piloto de Fórmula 1               | México                                   |             |        |
| 6 de fevereiro | Natalia Linichuk             | patinadora artística e treinadora | União Soviética · Rússia                 |             |        |
| 3 de março     | Zbigniew Boniek              | futebolista                       | Polónia                                  |             |        |
| 14 de março    | Tessa Sanderson              | atleta, lançadora de dardo        | Reino Unido                              |             |        |
| 15 de março    | Janet Thompson               | patinadora artística              | Reino Unido                              |             |        |
| 26 de março    | Hassan El Kashief            | atleta, velocista                 | Sudão                                    |             |        |
| 31 de março    | Kevin Cogan                  | automobilista                     | Estados Unidos                           |             |        |
| 15 de maio     | Adílio de Oliveira Gonçalves | futebolista                       | Brasil                                   | m. 2024     | [ 9 ]  |
| 17 de maio     | Sugar Ray Leonard            | pugilista                         | Estados Unidos                           |             |        |
| 21 de maio     | Tassilo Thierbach            | patinador artístico               | Alemanha Oriental                        |             |        |
| 24 de maio     | Sean Kelly                   | ciclista                          | Irlanda                                  |             |        |
| 2 de junho     | Jan Lammers                  | piloto de Fórmula 1               | Países Baixos                            |             |        |
| 6 de junho     | Björn Borg                   | tenista                           | Suécia                                   |             |        |
| 6 de junho     | Hans-Peter Ferner            | atleta, meio-fundista             | Alemanha Ocidental                       |             |        |
| 6 de junho     | Lula Pereira                 | ex-jogador e técnico de futebol   | Brasil                                   | m. 2021     | [ 10 ] |
| 30 de junho    | Volker Beck                  | atleta, barreirista               | Alemanha Oriental                        |             |        |
| 20 de julho    | Thomas N'Kono                | futebolista                       | Camarões                                 |             |        |
| 23 de julho    | Tengiz Sulakvelidze          | futebolista                       | Geórgia (atual) · União Soviética        |             |        |
| 26 de julho    | Dorothy Hamill               | patinadora artística              | Estados Unidos                           |             |        |
| 28 de julho    | Romy Kermer                  | patinadora artística              | Alemanha Oriental                        |             |        |
| 21 de agosto   | Oswaldo Alvarez              | técnico de futebol                | Brasil                                   | m. 2020     | [ 11 ] |
| 25 de agosto   | Henri Toivonen               | piloto de ralis                   | Finlândia                                | m. 1986     | [ 12 ] |
| 8 de setembro  | Stefan Johansson             | piloto de Fórmula 1               | Suécia                                   |             |        |
| 9 de setembro  | Silviu Lung                  | futebolista                       | Roménia                                  |             |        |
| 14 de setembro | Ray Wilkins                  | futebolista                       | Inglaterra                               | m. 2018     | [ 13 ] |
| 23 de setembro | Paolo Rossi                  | futebolista                       | Itália                                   | m. 2020     | [ 14 ] |
| 24 de setembro | Ilona Slupianek              | atleta, lançadora do peso         | Alemanha Oriental                        |             |        |
| 29 de setembro | Sebastian Coe                | atleta, meio-fundista             | Reino Unido                              |             |        |
| 4 de outubro   | Hans van Breukelen           | futebolista                       | Países Baixos                            |             |        |
| 18 de outubro  | Martina Navratilova          | tenista                           | Estados Unidos · Tchecoslováquia (nasc.) |             |        |
| 7 de novembro  | Jonathan Palmer              | piloto de automobilismo           | Inglaterra                               |             |        |
| 19 de novembro | Marco Chagas                 | ciclista                          | Portugal                                 |             |        |
| 22 de novembro | Fernando Gomes               | futebolista                       | Portugal                                 | m. 2022     | [ 15 ] |
| 7 de dezembro  | Larry Bird                   | ex-jogador e técnico de basquete  | Estados Unidos                           |             |        |
| 18 de dezembro | Dennis Vitolo                | piloto de automobilismo           | Estados Unidos                           |             |        |
| 23 de dezembro | Michele Alboreto             | piloto de automobilismo           | Itália                                   | m. 2001     | [ 16 ] |
| 29 de dezembro | Christine Errath             | patinadora artística              | Alemanha Oriental                        |             |        |
| 30 de dezembro | François Hesnault            | piloto de automobilismo           | França                                   |             |        |
| 30 de dezembro | Jacek Wszoła                 | atleta, saltador em altura        | Polónia                                  |             |        |
| 31 de dezembro | Ahmed Salah                  | atleta, maratonista               | Djibuti                                  |             |        |

## Mortes
| Data          | Nome          | Profissão           | Nacionalidade | Observações | Ref    |
| ------------- | ------------- | ------------------- | ------------- | ----------- | ------ |
| 19 de janeiro | Nikolai Panin | patinador artístico | Império Russo | n. 1872     |        |
| 16 de outubro | Jules Rimet   | presidente da FIFA  | França        | n. 1873     | [ 17 ] |